# Altissimo (rose)
'Altissimo' est un cultivar de rosier obtenu par la maison Delbard-Chabert en 1966. 

## Description
De la famille des floribunda, ce rosier grimpant peut atteindre 3 mètres de haut.
Ses fleurs sont en forme de grandes églantines simples de couleur rouge sang avec des étamines jaunes bien visibles. 'Altissimo' fleurit de juin à l'automne et son feuillage est vert clair. Il peut aussi être élevé sans support et devient alors un grand arbuste.

## Descendance
Par croisement avec 'Roller Coaster', il a donné le grimpant 'Fourth of July' (Carruth, 1999).